# Giovanni Bonacina
Giovanni Bonacina (Lurago d'Erba, 1869 – 1960) è stato un intrecciatore italiano.
Giovanni Bonacina compì il suo apprendistato presso un canestraio di Lurago d'Erba e a Milano, dove si specializzò nella lavorazione di valigie e bauli. Nel 1889 aprì una bottega a Lurago, dove iniziò a produrre ceste, valigie, mobili e culle. Nel 1909 partecipò all'Esposizione internazionale di economia domestica di Parigi, dove fu premiato con una medaglia d'oro, e all'Esposizione di prodotti agricoli e industriali di Milano. Nella sua azienda inizialmente collaborò col fratello Pietro, che successivamente si mise in proprio; i fratelli Bonacina fornivano arredi per alberghi, stabilimenti balneari, cinema e arene all'aperto.
Ai primi anni Trenta risalgono i primi contatti con il designer e pittore Diego Carnelutti, direttore dell'ENAPI (Ente nazionale per l'artigianato e le piccole industrie). Con Diego Carnelutti, Bonacina espose un carrello-bar in giunco alla VII Triennale di Milano nel 1940. La vera svolta di Bonacina fu con la realizzazione della poltrona in giunco Margherita, commissionata dalla Rinascente all'architetto Franco Albini, che studiò il progetto con Vittorio Bonacina, fornitore abituale del grande magazzino. Questa poltrona fu considerata troppo innovativa dalla Rinascente, che scartò il progetto, ma Vittorio Bonacina, subentrato al padre nella gestione dell'azienda, decise di intraprenderne comunque la produzione e di presentarla alla IX Triennale di Milano, dove vinse la medaglia d'oro. 